# وجهات النظر الدينية في يسوع

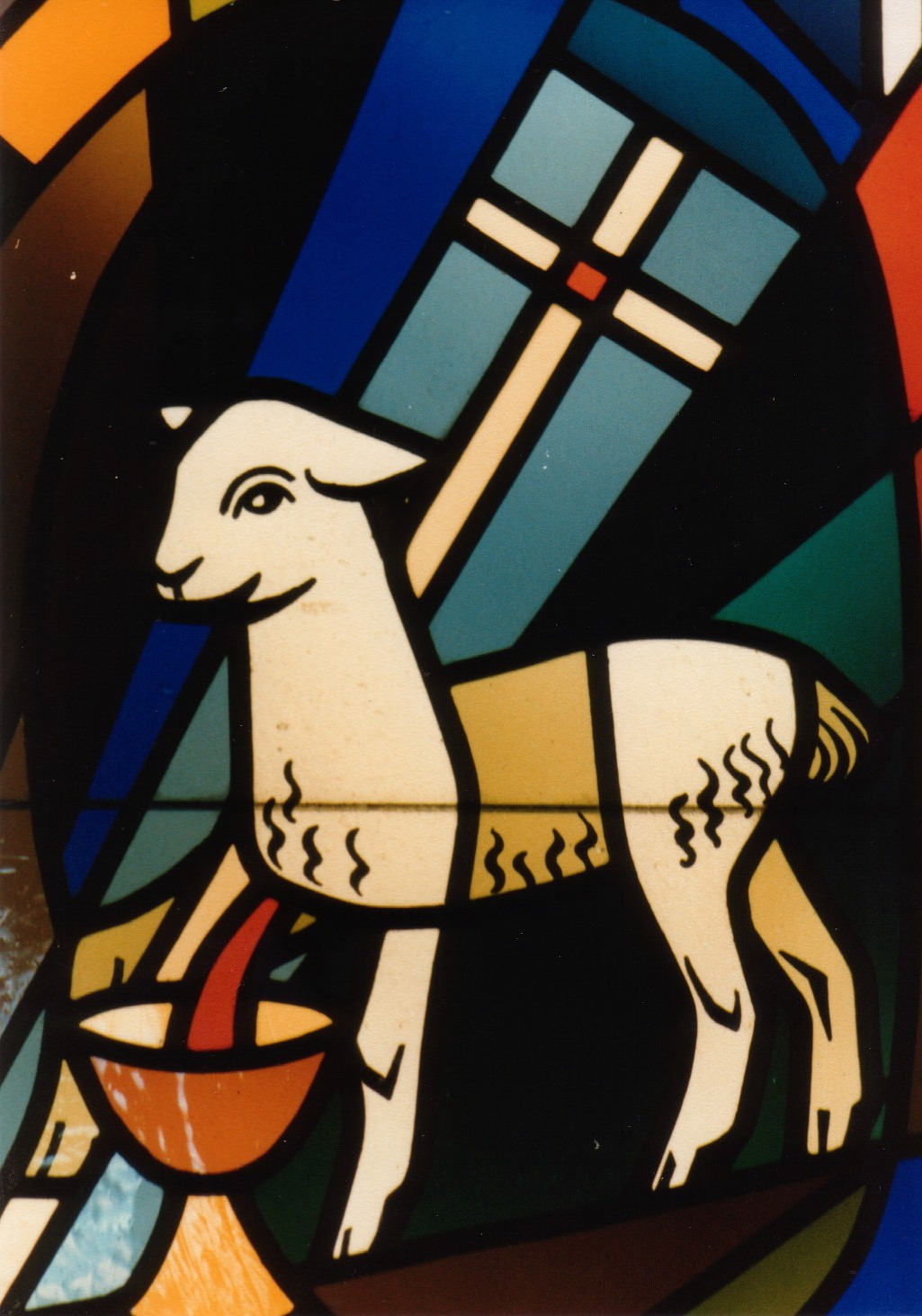

تختلف وجهات النظر عن يسوع في أديان العالم. أثرت تعاليم يسوع وسيرة حياته تأثيرًا مهمًّا في سير التاريخ البشري، كما أثّرت تأثيرًا مباشرًا أو غير مباشر على حياة مليارات البشر، حتى من غير المسيحييين. كان يسوع أعظم الناس أثرًا، وقد وجد مكانًا مهمًّا لنفسه في سياقات ثقافية متعددة.
تقول المسيحية إن يسوع هو المسيح الذي تنبَّأ به العهد القديم وهو ابن الله. يؤمن المسيحيين أن موت المسيح وقيامته أتاحا للإنسان أن يقترب من الله ومن ثمّ قدّما له الخلاص والوعد بالحياة الأبدية. تؤكد هذه التعاليم على أن يسوع هو حمل الله المريد، وأنه اختار أن يعاني في جلجثة علامةً على طاعته المطلقة لإرادة أبيه، بوصفه «خادمًا لله ووكيلًا له». يرى المسيحيون يسوع قدوة لهم، ويشجَّع المؤمنون به على التشبّه به.
في الإسلام، عيسى واحدٌ من أنبياء الله الأعلى مقامًا والأحبّ إليه. يرى الإسلام أن عيسى لا هو تجسّد للإله ولا ابنٌ له. تؤكد النصوص الإسلامية على مفهوم صارم للتوحيد، وتحرّم الشرك بالله، الذي يعتبر وثنية.
في الدين الدرزي، يعد يسوع واحدًا من أهم أنبياء الله وهو المسيح. في التقليد الدرزي، يُعرف يسوع بثلاثة ألقاب: «مسيح الحق»، و«مسيح الأمم»، و«مسيح الخطاة». ويرجع هذا، على التوالي، إلى الاعتقاد في الديانة الدرزية بأن يسوع قد أوصل رسالة الإنجيل الحقيقية، والاعتقاد بأنه كان مخلص جميع الأمم، والاعتقاد بأنه من يغفر الخطايا.
يعتبر الدين البهائي يسوع واحدًا من تجليات الله الكثيرة، وهم سلسلة من الناس الذين أظهروا صفات الله في العالم البشري. يرفض البهائيون أن تكون الألوهة محصورة في جسم إنساني واحد.
رفض اليهود ما عدا أتباع يسوع وطلابه أن يكون هو المسيح، ولم يزل معظم اليهود على هذا الرأي اليوم. في رأي أحبار اليهودية السائدة، لم يحقق يسوع النبوءات المسيحية في الكتاب العبري، ولا مثّل الخصال الشخصية للمسيح. ترى السيخية أن يسوع رجل مقدس عالي المقام، أو قدّيس.
أما بقية أديان العالم كالبوذية فلا رأي محدّدًا لها في يسوع، إذ لم تتصل بالمسيحية إلا قليلًا.

## المسيحية

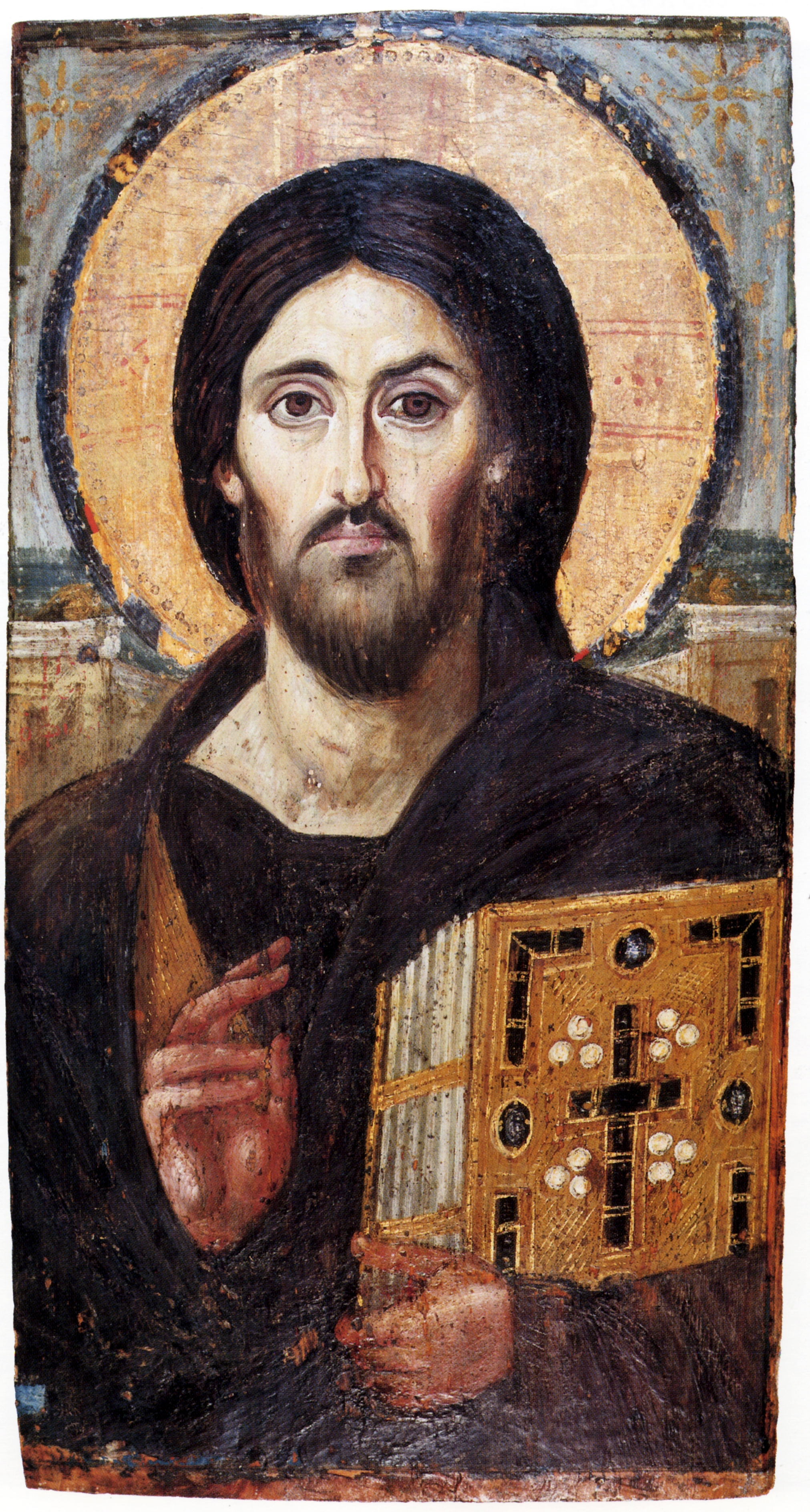
أيقونة «المسيح الضابط الكل»، وهي من أقدم أيقونات دير سانت كاترين، في سيناء.

يُعتقد في المسيحية أن يسوع هو ابن الله، وفي العديد من الطوائف المسيحية الرئيسية، يُعتقد أيضًا أنه الشخص الثاني في الثالوث. يؤمن المسيحيون أن الله -من خلال صلبه وقيامته اللاحقة- منح البشر الخلاص والحياة الأبدية. يُعتقد أنه المشيح اليهودي المُتنبأ عنه في الكتاب العبري، المُسمى العهد القديم في المسيحية. تؤكد هذه التعاليم أن يسوع، باعتباره حمل الله، اختار أن يتألم على الصليب في الجلجثة علامةً على طاعته لمشيئة الله، باعتباره «وكيل وخادم الله». مات يسوع ليكفر عن الخطية ليصلح البشرية مع الله. اختيار يسوع يجعله رجلًا طائعًا، على النقيض مع عصيان آدم. ترفض أقلية من الطوائف المسيحية الثالوث وتعتبر أنه غير مذكور في النصوص المقدسة.
تقوم الآراء المسيحية في يسوع على التعاليم والعقائد التي رسمتها الأناجيل القانونية ورسائل العهد الجديد والعقائد المسيحية، وكذلك التعاليم الخاصة بكل فرقة من فرق المسيحية. رسمت هذه الوثائق العقائد الأساسية التي يعتقدها المسيحيون في يسوع، ومنها ألوهته وإنسانيته وحياته الأرضية، وأنه هو المسيح وهو ابن الله.
ومع أن الآراء المسيحية في يسوع تختلف، فإنه يمكن تلخيص العقائد التي تشترك فيها الطوائف الكبرى، كما تظهر في نصوصها التبشيرية والعَقَدية. وبالعموم، فإن الانتساب إلى الدين المسيحي يتطلب الاعتقاد بأن يسوع هو ابن الله وهو المسيح. يسمي يسوع نفسه ابن الله في العهد الجديد.
يؤمن المسيحيون أن يسوع هو المسيح وأنه بموه وقيامته استطاع الناس أن يتصالحوا مع الله ومن ثم فقد قدّم لهم الخلاص والوعد بالحياة الأبدية. تؤكد هذه التعاليم على أن يسوع هو حمل الله المريد، وأنه اختار أن يعاني في جلجثة علامةً على طاعته المطلقة لإرادة أبيه، بوصفه «خادمًا لله ووكيلًا له». هذا الخيار الذي اختاره يسوع يجعله إنسان الأخلاق والطاعة، مقابل معصية آدم.
أهم خمسة معالم في الرواية الإنجيلية عن حياة يسوع هي: تعميده وتجليه وصلبه وقيامته وصعوده. هذه المعالم تحاط عادةً بحادثتين: ميلاد يسوع في البداية، وإرساله للفارقليط في النهاية. تقدم رواية الأناجيل عن تعاليم يسوع عادة مصنفة في فئات منها «أعماله وأقواله»، منها: كهنوته وأمثاله ومعجزاته. تشمل كلمات المسيح عِظات كثيرة، بالإضافة إلى الأمثال التي تظهر في أنحاء رواية الأناجيل الإزائية (أما إنجيل يوحنا فليس فيه أمثال).

## الإسلام

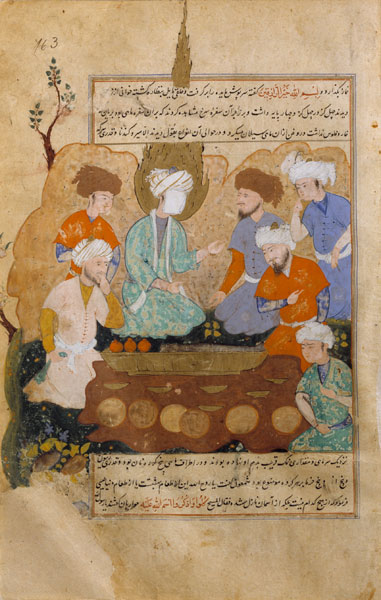
عيسى ينزل مائدة من السماء (سورة المائدة 111-115 وإنجيل يوحنا 6)، رسم تركي عثماني من القرون الوسطى، وقد تم وضع قماش أبيض على وجه عيسى احترامًا له، حيث أن تصوير الأنبياء ممنوع في الإسلام.

يسوع في الإسلام يدعى عيسى بن مريم، ويقول الباحث فراس السواح أن القرآن أعطى ألقابًا لعيسى تزيد عما أعطي لأي شخصية دينية أخرى فهو النبي والمبارك ورسول الله وكلمة الله وروح الله وقول الحق وآية للناس ورحمة من الله ووجيه في الدنيا والآخرة ومن المقربين لله. وقد حفلت بأخباره بشكل رئيسي ثلاث سور في القرآن هي سورة آل عمران وسورة مريم وسورة المائدة، بالإضافة إلى ما ورد متفرقًا في سور أخرى. وقد ورد ذكره في القرآن نحو خمس وثلاثين مرة بخمس صيغ هي عيسى أو عيسى ابن مريم أو المسيح ابن مريم أو المسيح أو المسيح عيسى بن مريم؛ ليحلّ بذلك ثالثًا من حيث عدد المرات التي ذكر بها أشخاص في القرآن بعد إبراهيم وموسى.
في الواقع، فإن نقاط الائتلاف بين الرواية المسيحية والرواية الإسلامية لحياته وطبيعته تفوق نقاط الاختلاف، رغم كون نقاط الاختلاف جوهرية عند وقوعها. فكيفية الحبل به وبشارة مريم ومكانتها هي واحدة في الروايتين، وذكر القرآن لكونها قد ولدته تحت جذع نخلة لا يناقض الإنجيل الذي لا يذكر به لحظة الولادة، ما يؤدي أقله لكون الرواية القرآنية لا تنفي الرواية الإنجيلية أو تخالفها. أما حديث عيسى في المهد وظهور براءة مريم كما تذكر في القرآن فتغيب عن الأناجيل الرسمية لكنها تظهر في الأناجيل المنحولة خصوصًا «أناجيل الطفولة» ومن هذه الأحداث نفخ عيسى في طيور مصنوعة من طين فتحولت إلى طيور حقيقية، وهي مذكورة في إنجيل توما وسورة آل عمران. ومن المعلوم، أن الكنيسة وإن رفضت هذه الأناجيل غير أن بعضًا من أحداثها قد أثبته آباء الكنيسة وأدرج في إطار التقاليد الكنسية اللاحقة. أما عن أعماله اللاحقة فتتفق الروايتان حول إقامة الموتى وإبراء البرص والعميان وإنزال مائدة من السماء والتي وجدها البعض تقابل تكثير الخبز في الأناجيل الأربعة وتحليل بعض ما حرمت الشريعة اليهودية، وملخص القول، أنه على الرغم من عدم تفصيل القرآن لأي معجزة من معجزاته إلا أنه يتفق مع ما جاء في الإنجيل من حيث العناوين العريضة لهذه المعجزات دون خلاف.
أما الاختلافات الجوهرية تحصر في نطاقين، النطاق الأول هو موضوع الصلب، فقد جاء في القرآن: ﴿وَقَوْلِهِمْ إِنَّا قَتَلْنَا الْمَسِيحَ عِيسَى ابْنَ مَرْيَمَ رَسُولَ اللَّهِ وَمَا قَتَلُوهُ وَمَا صَلَبُوهُ وَلَكِنْ شُبِّهَ لَهُمْ وَإِنَّ الَّذِينَ اخْتَلَفُوا فِيهِ لَفِي شَكٍّ مِنْهُ مَا لَهُمْ بِهِ مِنْ عِلْمٍ إِلَّا اتِّبَاعَ الظَّنِّ وَمَا قَتَلُوهُ يَقِينًا ۝١٥٧ بَلْ رَفَعَهُ اللَّهُ إِلَيْهِ وَكَانَ اللَّهُ عَزِيزًا حَكِيمًا ۝١٥٨﴾ [النساء:157–158]. وقد اختلف فقهاء المسلمين في تفسير الآية السابقة فمال البعض للقول بأن أحد التلاميذ الاثني عشر أو الحواريين كما يدعو في القرآن قد صلب مكان عيسى برضاه لقاء دخول الجنة، وذهب البعض الآخر حديثًا للقول بأن يهوذا الاسخريوطي مسلّم المسيح هو من تمّ صلبه كعقاب له على خيانة معلمه. أما الجدل الأعمق فهو بخصوص موت المسيح وبعثه اللاحق، ومن الآيات التي أشارت إلى ذلك: ﴿وَالسَّلَامُ عَلَيَّ يَوْمَ وُلِدْتُ وَيَوْمَ أَمُوتُ وَيَوْمَ أُبْعَثُ حَيًّا ۝٣٣﴾ وفي موضع آخر: ﴿إِذْ قَالَ اللَّهُ يَا عِيسَى إِنِّي مُتَوَفِّيكَ وَرَافِعُكَ إِلَيَّ وَمُطَهِّرُكَ مِنَ الَّذِينَ كَفَرُوا وَجَاعِلُ الَّذِينَ اتَّبَعُوكَ فَوْقَ الَّذِينَ كَفَرُوا إِلَى يَوْمِ الْقِيَامَةِ ثُمَّ إِلَيَّ مَرْجِعُكُمْ فَأَحْكُمُ بَيْنَكُمْ فِيمَا كُنْتُمْ فِيهِ تَخْتَلِفُونَ ۝٥٥﴾ فقال البعض من الفقهاء أن الوفاة المذكورة هي وفاة النوم لا وفاة الموت، وأشار البعض الآخر إلى نوع من التقديم والتأخير، أي أن معنى الآية ارتفاع عيسى إلى السماء أولاً على أن يكون موته بعد عودته قبيل يوم القيامة، وجاء الرأي الثالث بأن وفاةً طبيعية حدثت لعيسى وأن بعثه لم يتم إنما سيتم في اليوم الأخير، أما الرأي الرابع مفاده أن الله قد أمات عيسى ثم بعثه من الموت بعد ذلك ورفعه إليه. يلاحظ التقارب بين عناصر الرواية الإنجيلية والرواية القرآنية في عدد من التفاسير السابقة فكلاهما ينصّ على موت ثم بعث ورفع.

#### في العقيدة الإسماعيلية
وفقًا لابن حَيُّون، وهو فقيه مسلم شهير من العصر الفاطمي، يُشار إلى عيسى بن مريم في القرآن على أنه المَسِيح لأنه أُرسل إلى الأشخاص الذين استجابوا له من أجل إزالة شوائبهم وأمراض إيمانهم الظاهريَّة أو الباطنيَّة. يتطرق ابن حَيُّون في عمله «أساس التأويل الباطن» عن الولادة الروحية لعيسى بن مريم، كتفسير لقصته عن ولادته الجسدية الظاهرة المذكورة في القرآن. ويقول إن مريم، والدة عيسى، هي استعارة لشخص رعى وعلم يسوع، بدلاً من أمه التي ولدته جسديًا. يُوضح ابن حَيُّون أن عيسى كان من ذرية إبراهيم الطاهرة، تمامًا كما كان علي بن أبي طالب وأبناؤه من ذرية محمد الطاهرة عبر فاطمة الزهراء.

#### في الجماعة الإسلامية الأحمدية
الجماعة الإسلامية الأحمدية لها العديد من التعاليم المتميزة عن يسوع (عيسى بن مريم). ويعتقد الأحمديون أنه مات ميتة عادية فلم يُقتل ولم يُصلب، ونجا من صلبه وتوفي بموت طبيعي عن عمر يناهز 120 عامًا في كشمير بالهند، ودُفن في روزا بال.

## الدرزية

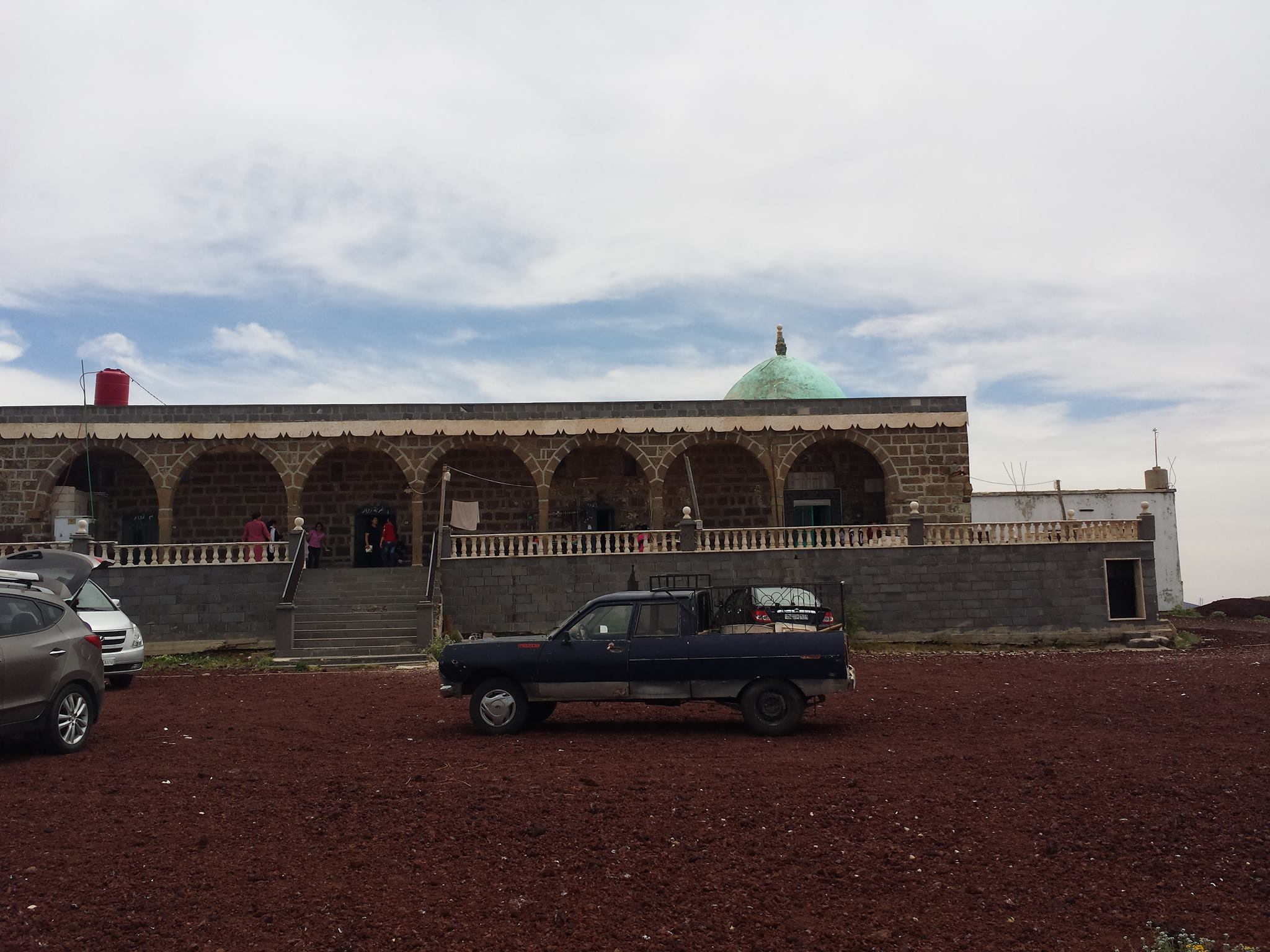
مقام السيد المسيح للموحدين الدروز في محافظة السويداء: يُعطي مذهب التوحيد الدرزي مكانة بارزة ليسوع.

تتضمن عقيدة الموحدين الدروز بعض العناصر المسيحية، في العقيدة الدرزية، يُعتبر يسوع المسيح المنتظر وأحد أنبياء الله المهمين، ويُعتبر يسوع أو عيسى بن مريم من الأنبياء السبعة الذين ظهروا في فترات مختلفة من التاريخ حسب المذهب الدرزي. وتُعلم العقيدة الدرزية أنَّ المسيحية يجب «تقديرها ومدحها»، كما ويُكرّم الدروز يسوع «ابن يوسف ومريم» وأربعة من تلاميذه الذين كتبوا الأناجيل. في التقليد الدرزي، يُعرف يسوع بثلاثة ألقاب: «مسيح الحق»، و«مسيح الأمم»، و«مسيح الخطاة». ويرجع هذا، على التوالي، إلى الاعتقاد في الديانة الدرزية بأن يسوع قد أوصل رسالة الإنجيل الحقيقية، والاعتقاد بأنه كان مخلص جميع الأمم، والاعتقاد بأنه من يغفر الخطايا.
أما النظرة الدرزية ليسوع أو عيسى بن مريم كما يَقُول القرآن، فهي تتفق مع المسيحية بكونه المسيح وبصحة الميلاد العذري، واجتراح عجائب وآيات، والعودة في آخر الزمان، وتعتبره نبيًا بيد أنها تنفي الصلب، وأنه إله أو ابن إله، والدور الكفاري، والبعد الماورائي. وفقًا للمخطوطات الدرزية، فإن يسوع هو الإمام الأكبر وتجسد العقل المطلق (عقل) على الأرض والمبدأ الكوني الأول (الحد)، كما ويُعتبر كل من يسوع وحمزة بن علي بن أحمد الزَّوزَني تجسيدًا لواحد من خمس قوى سماوية عظيمة، والتي تُشكل جزءًا من نظامهم. يعتقد الدروز أن حمزة بن علي بن أحمد الزَّوزَني كان تناسخًا أو تقمصًا ليسوع، وأنَّ حمزة بن علي بن أحمد هو المسيح الحقيقي، الذي وجه أعمال المسيح يسوع «ابن يوسف ومريم»، ولكن عندما انحرف المسيح يسوع «ابن يوسف ومريم» عن طريق المسيح الحقيقي، ملأ حمزة بن علي قلوب اليهود حقدًا عليه - ولهذا السبب صلبوه بحسب المخطوطات الدرزية. وعلى الرغم من ذلك، أنزله حمزة بن علي عن الصليب وسمح له بالعودة إلى أهله، لتهيئة الرجال للدعوة في دينه.
في رسالة منسوبة إلى المقتنى بهاء الدين أحد مؤسسي مذهب الموحدين الدروز، ويُرجح أنها كتبت في وقت ما بين عام 1027 وعام 1042، اتهم فيها اليهود بصلب يسوع.

## اليهودية
لا يعتبر يسوع في اليهودية شخصية مرسلة من قبل الإله، فهو ليس الماشيح ولا حتى نبي بوصفه لم يتمم النبؤات الكتابية حوله؛ الانتقادات اليهودية لشخص يسوع بدأت منذ رسالته، إذ تذكر الأناجيل وصفه من قبل رجال الدين اليهود بالممسوس من قبل الشيطان؛ وأراد الحاخام الأكبر جمالائيل الثاني بعد خراب الهيكل عام 70 أن يضيف في الصلوات اليومية لعنات ضد المارقين على اليهودية ومن بينهم حسب رأيه يسوع، إلا أنه عاد وعدل عن ذلك؛ في حين قال الرابي موسى بن ميمون في كتابه «ميشناه التوراة»:
| وجهات النظر الدينية في يسوع | أما عن يسوع الناصري الذي ادعى أنه المسيّا، وقُتل بأمر المحكمة، كان النبي دانيال قد سبق وتنبأ عنه: "وأطفال ثوار شعبك سيرفعون أنفسهم لمرتبة النبوة فيتعثرون"، فهل يمكن أن توجد صخرة عثرة أكبر من هذه؟ كل الأنبياء أجمعوا على أن المسيّا سوف يخلص إسرائيل وينقذه وبأنه سيجمع المشتتين ويقيم الوصايا، بينما سبب الناصري ضياع إسرائيل بحد السيف وتفرق من تبقى منهم في كل مكان، كما أنه غيّر التوراة وتسبب بحصول خطأ فظيع." | وجهات النظر الدينية في يسوع |

الانتقاد اليهودي ليسوع يعود فترة طويلة؛ ويتضمن التلمود، والذي كتب وجمع من القرن الثالث إلى القرن الخامس الميلادي، قصصًا كانت تعتبر خلال العصور الوسطى حكايات مسيئة عن يسوع. وفي واحدة من هذه القصص، يوصف («يسوع الناصري»)، كمرتد بذيء من قبل المحكمة اليهودية العليا وأتهم بنشر عبادة الأصنام وممارسة السحر. وغالبية العلماء المعاصرين يعتبرون أن هذه المادة لا توفر أي معلومات عن يسوع التاريخي. ويعتبر علماء التلمود المعاصرين هذه تعليقات تتطرق إلى العلاقة بين اليهودية والمسيحيين أو الطوائف الأخرى، بدلاً من التعليقات على يسوع التاريخي. وفي مشناه توراة، وهو عمل في أواخر القرن الثاني عشر عن الشريعة اليهودية كتبه موسى بن ميمون، ينص على أن يسوع هو «حجر عثرة» الذي يجعل «غالبية العالم يخطئ ويخدم إلهًا غير الرب». ويحتوي الأدب العبري في العصور الوسطى على «حياة يسوع» القصصية والمعروفة أيضًا باسم طليدوت يشو (بالعبريَّة: ספר תולדות ישו)، والتي وصف فيها يسوع بأنه ابن يوسف النجار، كابن بانديرا الروماني. ويصور النص يسوع كمحتال.
كذلك فإن اليهودية الإصلاحية تعلن بشكل صارم بأن كل يهودي يصرح بان يسوع هو المسيح المخلص فهو ليس بيهودي بعد، فبحسب التقليد اليهودي فأن السماء لم ترسل أنبياء بعد عام 420 ق.م، فيكون بذلك النبي ملاخي هو آخر الأنبياء في اليهودية وهو سابق للمسيح بأربعة قرون. لم يمنع ذلك، مدح بعض الشخصيات اليهودية يسوع والكتابة عنه بشكل إيجابي، منهم الفيلسوف التشكيكي باروخ سبينوزا الذي اعتبره لا نبيًا فحسب بل «صوت الله»، وموسى مندلسون وهو من مفكرين حركة التنوير اليهودية الذي أعتبر يسوع معلمًا أخلاقيًا ويهوديًا، والفيلسوف اليهودي مارتن بوبر الذي أعتبر يسوع شخصية ذات شأن.